# ريبيكا كلوف
ريبيكا كلوف (بالإنجليزية: Rebecca Clough)‏ هي لاعبة اتحاد الرغبي أسترالية، ولدت في 14 نوفمبر 1988 في سيدني في أستراليا.